# NGC 767
NGC 767 é uma galáxia espiral (Sb) localizada na direcção da constelação de Cetus. Possui uma declinação de -09° 35' 14" e uma ascensão recta de 1 horas, 58 minutos e 50,8 segundos.
A galáxia NGC 767 foi descoberta em 1886 por Frank Leavenworth.